# Quebrada La Angostura
La quebrada La Angostura es un curso natural seco que nace en la precordillera andina, confluye con la quebrada Chañaral Alto para desembocar en el río Salado (Chañaral).

## Trayecto
La quebrada Chañaral Alto y La Angostura confluyen poco antes de su descarga en el río Salado. No está claro cual de los dos nombres recibe la unión de ambos cauces.

## Caudal y régimen
Entre el 25  y el 27 de marzo, el temporal del norte de Chile de 2015 generó inundaciones y aluviones en las ciudades de Chañaral, Copiapó, Taltal, Diego de Almagro, El Salado, Tierra Amarilla, Alto del Carmen, Vicuña, entre otras. El río Salado se desbordó, inundando las localidades de Diego de Almagro, El Salado y Chañaral.

## Historia
Luis Risopatrón lo describe en su Diccionario jeográfico de Chile (1924):: 35 
Angostura (Quebrada de la) 26° 40' 70° 00. Seca, nace en los alrededores del mineral de El Inca, corre hacia el NW i desemboca en la de El Salado, a corta distancia hacia el W de Pueblo Hundido. 93, p. XXVIII; 99, p. 22; 128; i 156; i cuenca del Inca e Inca de Oro en 98, n, p. 495.
Cercana a la quebrada se encuentra la:: 933 
Villanueva (Agua de). 26° 45' 69° 53' Es de la mejor clase i brota en cantidad no despreciable, a los 4 o 5de profundidad, en el llano de San Pedro, al pié N W del cerro de San Pedro de Cachiyuyo; del apellido del cateador Francisco Villanueva, que descubrió el mineral de San Pedro de Cachiyuvo en 1743. 93, p. xiii; 98, ni, p. 133; 99, p. 22; 128; 156; i 159, p. 275; pozo en 99, p. 66; i pique en 98, ii, p. 316; i agua de Villa Nueva en 161, i, p. 46.